# الیانس (کالیفرنیا)
الیانس، کالیفرنیا (به انگلیسی: Alliance, California) یک منطقهٔ مسکونی در ایالات متحده آمریکا است که در شهرستان هومبولت واقع شده‌است.

## خصوصیات
الیانس ۱۱ متر بالاتر از سطح دریا واقع شده‌است.